# Beauty & the Briefcase
Beauty & the Briefcase (bra: Beleza no Mundo dos Negócios; prt: Amor de Fato e Gravata) é um telefilme de comédia romântica estrelado por Hilary Duff para o canal ABC Family baseado no livro "Diary of a Working Girl" de Daniella Brodsky, que estreou em 18 de abril de 2010. As primeiras informações foram dadas pelo Hollywood Reporter por volta de agosto de 2009 e depois confirmada pela própria Hilary Duff em uma entrevista dada a uma rádio colômbiana. No Brasil, estreou no dia 30 de janeiro de 2011, no canal HBO, com o nome Beleza no Mundo dos Negócios.

## Produção
O filme é baseado no livro "The Diary Of a Working Girl" de Daniella Brodsky. O livro foi adaptado por Mike Horowitz.
As filmagens começaram em 20 de outubro de 2009.

## Elenco
- Hilary Duff como Lane Daniels
- Michael McMillian como Tom
- Chris Carmack como Liam
- Matt Dallas como Seth
- Amanda Walsh como Kate